# Zheng Zu
Zheng Zu (chinês: 鄭祖) (anteriormente Fu Manchu) é um supervilão das histórias em quadrinhos americanas da Marvel Comics, Ele é baseado no vilão Fu Manchu, criado por Sax Rohmer e é pai do herói Shang-Chi.
O personagem estreou em Special Marvel Edition #15 (capa datada de dezembro de 1973) na Era de Bronze da banda desenhada, sob o nome de Fu Manchu e adaptado para a Marvel Comics por Steve Englehart e Jim Starlin. Devido à Marvel perder os direitos do personagem Fu Manchu em 1983, o personagem foi chamado simplesmente de "pai de Shang-Chi" e por vários pseudônimos nas décadas seguintes, antes de seu nome ser alterado para "Zheng Zu" em 2010.
Tony Leung Chiu-wai interpretou o pai de Shang-Chi, chamado Xu Wenwu parcialmente inspirado em Zheng Zu no filme de super-heróis da Marvel Studios Shang-Chi e a Lenda dos Dez Anéis (2021), ambientado no Universo Cinematográfico da Marvel.

## Histórico de publicação

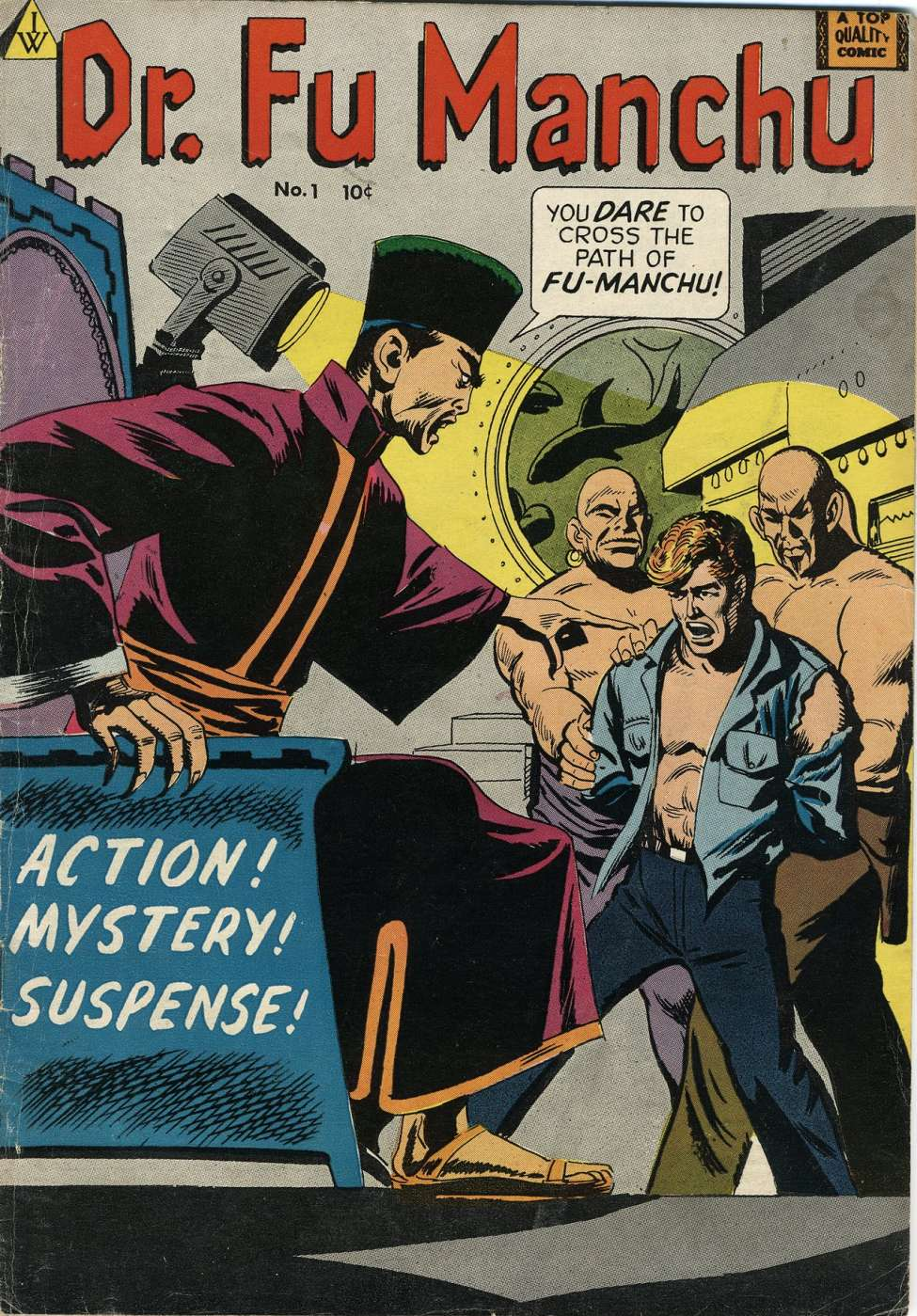
Fu Manchu, arte de Carl Burgos. Criado por Sax Rohmer, Fu Manchu inspirou a criação de Zheng Ziu, criado por Steve Englehart, Al Milgrom e Jim Starlin.

O personagem de Fu Manchu foi criado em 1913 por Sax Rohmer. No início da década de 1970, o roteirista Steve Englehart e o desenhista Jim Starlin tentaram convencer a Marvel Comics a adaptar a série de televisão Kung Fu em uma história em quadrinhos, foram impedidos, já que Warner Communications, dona de sua rival, a DC Comics, detinha os direitos da série.  A dupla então abordou a Marvel Comics com a ideia de criar um quadrinho original focado no kung fu. O editor-chefe Roy Thomas concordou, mas apenas se eles incluíssem o vilão do Sax Rohmer, Dr. Fu Manchu, que teve os direitos adquiridos pela editora. Englehart e Starlin desenvolveram Shang-Chi, um mestre de kung fu e um filho até então desconhecido do Dr. Fu Manchu. No início, apenas alguns personagens foram adaptados da série Fu Manchu, como Dr. Petrie, Denis Nayland Smith e Fah Lo Suee. Após perder a licença de Sax Rhomer, em algumas de suas aparições modernas, seu nome deixou de ser mencionado como um vilão em termos enigmáticos ou usando uma variedade de novos nomes, porque a Marvel não tem mais os direitos de Fu Manchu. Em uma história do Panteras Negra, publicado em 2005, é chamado de "Mr. Han", aparentemente inspirado no nome do principal vilão em Operação Dragão (1973), estrelado por Bruce Lee. Em Secret Avengers #6-10, o escritor Ed Brubaker oficialmente contornou toda a questão através de um enredo onde um grupo desonesto de agentes de S.H.I.E.L.D. ressuscitaram uma versão zumbificada de Fu Manchu apenas para descobrir que "Fu Manchu" era apenas um pseudônimo; que o pai de Shang-Chi era realmente Zheng Zu, um antigo feiticeiro chinês que descobriu o segredo da imortalidade. Em 2015, a editora anunciou que obteve a licença para republicar as histórias dos anos 70.

## Histórico ficcional
Nascido durante o início da Dinastia Qing, Zheng Zu estudou no mosteiro tibetano de Rach, onde aprendeu artes marciais, conhecimento arcano e todas as disciplinas científicas conhecidas. Tornando-se muito considerado em seu mosteiro, Zheng Zu foi considerado parte de sua irmandade até o dia em que partiu para compartilhar seus dons com o mundo. Um feiticeiro poderoso por si só, Zu, junto com seu irmão mais novo Zheng Yi e seus cinco discípulos, os Guerreiros Mortais, formaram a Sociedade das Cinco Armas para proteger a China. Em uma dessas missões, os Magos Irmãos e os Guerreiros Mortais protegeram a Prefeitura de Tianjin de Fin Fang Foom. O Ancião, um feiticeiro e amigo, forneceu aos irmãos os Olhos do Dragão, um par de pedras que garantiam longevidade e vigor enquanto exigia o sacrifício de outra. Em 1860, os irmãos envelheceram décadas além de sua expectativa de vida natural por meio do uso de feitiços de longevidade e ficaram mais fracos como resultado. Durante a Segunda Guerra do Ópio, a Sociedade lutou contra as forças britânicas, mas foram derrotados por Dormammu e os Acéfalos convocados pelo feiticeiro britânico Barão Harkness, resultando na morte dos Guerreiros Mortais. Zu tentou usar os Olhos do Dragão para salvar Yi mortalmente ferido ao custo de sua própria vida, mas não querendo governar a Sociedade sozinho, Yi reverteu o feitiço, concedendo a Zu a imortalidade e restaurando sua juventude, dando-lhe o poder de derrotar as forças britânicas combinadas. Após a morte de seu irmão e dos Guerreiros Mortais, Zu liderou a Sociedade sozinho, estabelecendo cinco casas em sua homenagem. Sem a orientação do irmão, Zu perdeu o rumo, tornando-se cada vez mais amargo e implacável. Depois de perder uma das casas durante a Rebelião Bfoxer, Zu renunciou a seu país e seguidores por sua fraqueza percebida e mentiu sobre a morte de seu irmão, alegando que o matou por ser fraco também e roubou sua energia espiritual para aumentar a sua própria. Zu posteriormente transferiu quatro das cinco casas da Sociedade para países estrangeiros dentro da Aliança das Oito Nações para monitorar aqueles que lutaram contra a China e a Sociedade durante o conflito.
Durante o século seguinte, enquanto construía seu império do crime, Zu roubaria as essências vitais de seus parentes de sangue, incluindo aqueles de vários descendentes que ele gerou, a fim de preservar sua longevidade. Zu perderia a posse dos Olhos, mas criou o Elixir Vitae para prolongar sua longevidade. Com o tempo, Zu usaria muitos apelidos para si mesmo e para a Sociedade, eventualmente escolhendo o nome "Dr. Fu Manchu" e renomeando a Sociedade como "Si-Fan".
Quando sua filha Zheng Bao Yu era uma criança, Zheng Zu mostrou-lhe a Lua, onde lhe disse que um dia teria o poder de mover um mundo para governar outro mundo.
Foi revelado que Zheng Zu descobriu o conhecimento da metodologia de Jack, o Estripador.
Zheng Zu posteriormente tomou a mulher Mara Ling para ser sua esposa como parte de um casamento arranjado, apesar do fato de ela amar um arqueiro cego chamado Li.
Zheng Zu finalmente se aproximou de uma mulher americana "cientificamente perfeita" para ser a mãe de sua descendência. Seduzida por seu poder, ela concordou.
Zheng Zu casou-se com Jiang Li uma mortal nascida em Ta-Lo, o casal teve dois filhos Shang-Chi e uma filha, Zheng Shi-Hua. Zheng Zu posteriormente baniu Jiang Li para a Zona Negativa depois de uma discussão com ele. Durante sua infância, Shang-Chi e Shi-Hua acidentalmente descobriram um dos laboratórios secretos de seu pai em seu retiro em Hunan. Como punição, seu pai disse a Shang-Chi que deu a Shi-Hua uma morte misericordiosa, explicando que o luxo dos laços humanos era fraqueza. Na verdade, ele secretamente enviou Shi-Hua para a Casa do Martelo Mortal na Rússia. Shang-Chi continuaria sendo criado isolado no retiro de Hunan de seu pai; sem o conhecimento de Shang-Chi, o retiro de Hunan era a Casa da Mão Mortal, com Shang-Chi escolhido para ser seu campeão. Como com Shang-Chi e Shi-Hua, seu pai selecionou vários de seus outros filhos para serem criados nas outras Casas da Sociedade como seus respectivos campeões, com a filha Zheng Zhilan e com um filho não identificado na Casa do Bastão Mortal na Grã-Bretanha, filho Takeshi na Casa do Sabre Mortal no Japão e sua filha Esme na casa da Adaga Mortal na França. Quando Zhilan expressou seus planos de reformar a Sociedade, Zheng Zu ordenou que Takeshi a assassinasse, que preferiu poupá-la e ajudou a fingir sua morte. Sem o conhecimento de ambos, seu pai ordenou sua morte devido ao seu status de mutante, que Zu acreditava serem ameaças coloniais.
Tony McKay e Nayland Smith mais tarde lançaram um ataque ao Si-Fan, depois disso, Zheng Zu capturou os dois, matou McKay com um "líquido verde infernal" que "levou seis segundos" para ser realizado e usou seu guarda-costas de lutador de sumô japonês Tak para aleijar Smith ao esmagar suas pernas. Zheng Zu posteriormente introduziu esquizofrenia em um gorila que foi usado como o guardião final de sua sede em Nova York. A base africana de Zheng Zu foi invadida pelos militares britânicos, onde muitos de seus seguidores foram mortos. Ao encontrar um bebê desfigurado chamado M'Nai após também encontrar seus pais mortos, Zheng Zu decidiu que poderia transformar M'Nai em um servo poderoso e M'Nai foi criado ao lado de Shang-Chi. M'Nai e Shang-Chi tornaram-se inseparáveis, mesmo referindo-se um ao outro como irmãos.
Quando Shang-Chi era menino, ele ouviu de K'uei Meng que Zheng Zu tinha planos de governar o mundo. Quando Shang-Chi confrontou seu pai, Zheng Zu considerou isso uma calúnia e Shang-Chi nunca mais viu K'uei Meng.
Outro acontecimento na infância de Shang-Chi é que ele viu seu pai agradecer a um bandido por salvar sua vida. Anos depois, o mesmo ladrão foi morto por Zheng Zu por falhar em sua missão.
Quando Shang-Chi derrotou seu colega Ah Lung em combate, Zheng Zu exigiu que Shang-Chi o matasse. Devido à hesitação de Shang-Chi, Zheng Zu mandou seus guardas matarem Ah Lung.
Quando Zheng Zu fez seu pupilo Shoh Teng aparentemente trair Shang-Chi aos agentes MI-6 que estavam secretamente ao lado de Zheng Zu, Zheng Zu "resgatou" Shang-Chi e matou seu líder, Dragão da Morte, a fim de ganhar a confiança de Shang-Chi.
Quando Shang-Chi tinha 19 anos, Zheng Zu despachou Shang-Chi para Londres para matar o Dr. Petrie, que Zheng Zu dizia ser uma ameaça à paz mundial. Shang-Chi foi bem sucedido em matar Petrie e foi confrontado por Nayland Smith, que disse a Shang-Chi a verdade sobre seu pai. Depois de se encontrar com sua mãe em Nova York, que confirmou as afirmações de Smith, Shang-Chi lutou para passar pelos guarda-costas de Zheng Zu em sua base em Nova York, onde disse a seu pai que eles agora eram inimigos.
Zheng Zu mais tarde despachou M'Nai, agora chamando a si mesmo de Midnight, para matar Shang-Chi, apenas para Midnight morrer ao cair de um guindaste e sua capa prendendo-se em um gancho.
Zheng Zu enviou seu assassino Si-Fan Chow Loo para matar Shang-Chi, mas Chow Loo falhou em sua missão. Quando ele tentou encobrir isso, Zheng Zu o transformou em uma criatura parecida com um gorila para lutar contra Shang-Chi em Los Angeles, onde ele foi morto em batalha.
Zheng Zu mais tarde tentou mover a Lua de sua órbita ao redor da Terra em uma tentativa de mover um mundo para governar outro (como ele havia prometido a Zheng Bao Yu nos antes), mas foi derrotado por Shang-Chi e seus aliados.
Após a aparente morte de Zheng Zu, seu império criminoso se dividiu em facções: Clã do Dragão Dormente (liderado por Chiang Kai-Dong), Grupo Lótus de Aço (lliderado por Hsien Ming-Ho), Máfia do Tigre Selvagem (lliderado por Deng Ling-Xiao) e o Sindicato da Serpente (lliderado por Mao Liu-Cho). Sob o nome de Lótus Amaldiçoada, Fah Lo Suee se juntou a Deng Ling-Xiao e a Máfia do Tigre Selvagem e comercializou uma nova droga chamada Wild Tiger. Shang-Chi nunca descobre o envolvimento de sua meia-irmã. O Rei do Crime assume o controle de sua própria facção do Si-Fan em Hong Kong e fornece a eles recursos cibernéticos. Shang-Chi une forças com os X-Men e Elektra Natchios contra o Si-Fan e o Rei do Crime.
Zheng Zu mais tarde enviou seus Dacoits para ajudar Zaran contra Shang-Chi e os Paladinos Marvel. Embora tenham conseguido destruir o edifício em que o Shang-Chi estava, o Zaran não conseguiu matá-lo.  Usando os pseudónimos do Comte de St. Germain e Ghost, Zheng Zu empregou o seu filho, Sombra Furtiva, enquanto preparava a arma Fogo Infernal. Ele se opôs novamente pelo MI-6 e Shang-Chi, com a batalha resultante destruindo a arma Fogo Infernal.  Sob o pseudônimo de Han, Zheng Zu ofereceu sua filha Kwai Far ao Pantera Negra como uma futura noiva. O Pantera Negra recusou esta oferta e o expulsou com a ajuda de Luke Cage e Shang-Chi.
Zheng Zu eventualmente morreu algum tempo depois de seu último encontro com seu filho. Aloysius Thorndrake, do Conselho das Sombras, de alguma forma ressuscitou parcialmente o pai de Shang-Chi, cujo nome verdadeiro foi revelado ser Zheng Zu (com "Fu Manchu" sendo um de seus muitos pseudônimos) e sua organização é chamada de Hai-Dai. Os agentes do Conselho das Sombras estão a procurar os Olhos do Dragão. Max Fury (um enganador modelo de vida desonesto de Nick Fury) em seguida, relata a Aloysius que eles encontraram os olhos do dragão. Aloysius, Max e ninjas Hai-Dai então passam para a próxima parte do plano que envolve capturar Shang-Chi e usá-lo para restaurar Zheng Zu à vida.
Príncipe de Órfãos e Valquíria chegam ao túmulo de Zheng Zu, onde encontram alguns agentes do Conselho das Sombras em guarda, sabendo que alguém viria para a sepultura. Eles derrotaram os agentes do Conselho das Sombras, levaram um deles prisioneiro e levaram-no para um local desconhecido. Enquanto isso, Max Fury informa Aloysius Thorndrake sobre os dois infortúnios. Zheng Zu não está satisfeito, pois há apenas dois dias para completar o ritual necessário para restaurar-se à vida. Aloysius promete a Zheng Zu que Max Fury e John Steele vão lidar com isso.
Zheng Zu prepara o ritual que lhe permitirá usar a força vital de Shang-Chi para ressuscitar a si mesmo. Disfarçado de agente do Conselho das Sombras, o Cavaleiro da Lua dá o sinal e os Vingadores Secretos aparecem no Conselho das Sombras. O Capitão Steve Rogers luta com Max Fury, enquanto a Valquíria luta com John Steele. O Príncipe de Órfãos desfazer o ritual, fazendo com que Zheng Zu se transforme em pedra, que o Príncipe de Órfãos então  despedaça.
Com a morte de Zu, o título de Comandante Supremo da Sociedade das Cinco Armas foi passado para seu filho,  Irmão Bastão. Acreditando que a Sociedade havia sido reduzida a uma "quadrilha de drogas glorificada" sob a liderança da equipe, Shi-Hua, agora conhecida como Irmã Martelo, o desafia na Casa do Bastão Mortal em Londres a usurpar o controle da Sociedade. Apesar de Irmã Martelo derrotar e ferir mortalmente o Irmão Bastão, o espírito de Zheng Zu seleciona Shang-Chi como o novo Comandante Supremo em vez de Irmã Martelo. Uma Irmã Martelo enfurecido assume o controle da Sociedade e envia os Guerreiros do Bastão Mortal para matar seu irmão na América. Quando Shang-Chi é envenenado por Shi-Hua, um espírito dilapidado semelhante a Zheng Zu ordena que ele desperte. Enquanto Shang-Chi está se recuperando na Casa da Adaga Mortal na França, o mesmo espírito o chama para a sala do santuário da Casa. Acreditando que o espírito seja de seu pai, Shang-Chi obriga, descobrindo um santuário dedicado a Zheng Yi e um mapa misterioso. O espírito revela que ele é realmente Yi e desaparece antes de revelar qualquer outra coisa a Shang-Chi. Com Takeshi e Esme, Shang-Chi localiza a tumba de Yi em Henan. Enquanto Takeshi e Esme estão preocupados com um guardião monstro criado por Zu, Shang-Chi consegue chegar ao túmulo de Yi e conversar com seu espírito. Zheng Yi revela a verdade sobre Zheng Zu a seu sobrinho e quando Shang-Chi pede sua orientação para impedir Shi-Hua e seu exército de jiangshis, Yi diz a ele para parar de fugir de sua família, avisando que perdê-los o faria perder seu caminho, como seu pai. Quando Shang-Chi e Shi-Hua são puxados para um plano astral onde revivem as memórias de Shi-Hua de sua educação dura na Rússia, uma visão de Zheng Zu os ataca. Shang-Chi é capaz de lutar e conter Zu. Reviver suas memórias e a revelação de Shang-Chi de seu pai permite que Shi-Hua renuncie a Zu. Quando Shang-Chi é nomeado o novo Comandante Supremo da Sociedade das Cinco Armas, o espírito de Zheng Zu o parabeniza, observando que ele está destinado a se tornar como ele.
Enquanto preso na masmorra do Palácio de Jade em Ta Lo, o espírito de Zheng Zu visita Shang-Chi para convencê-lo a pegar os Dez Anéis para parar Xin, que sequestrou Jiang Li (que foi libertada da Zona Negativa por Shang-Chi) e planeja destruir sua família. Xin, fortalecido por uma máscara de taotie criada a partir do sangue de Shang-Chi e da mão decepada de Shi-Hua, chega à masmorra para destruir a linhagem Zheng de uma vez por todas. Shang-Chi relutantemente permite que seu pai o guie até o cofre do Imperador de Jade contendo os Dez Anéis, vestindo-os para salvar seus irmãos de seu avô.
Enquanto lutava contra Xin, Shang-Chi percebeu que o espírito de Zu estava influenciando seus pensamentos, tornando-o mais cruel e sanguinário. Shang-Chi hesitou quando Zu ordenou que ele matasse Xin, o que permitiu a Xin reivindicar seis dos Dez Anéis de Shang-Chi e derrotá-lo e seus irmãos. Shang-Chi lutou contra Xin novamente na Nova Casa da Mão Mortal em Nova York, mas perdeu os anéis restantes. O fantasma de Zu disse a seu filho que seu medo de se transformar em seu pai era o motivo de Shang-Chi ser incapaz de manejar os Dez Anéis e o incitou a abraçar a linhagem Zheng para salvar sua família e seu lar. Sem outra opção, Shang-Chi cedeu ao seu desejo, recuperando todos os Dez Anéis de Xin e liberando todo o seu potencial, dando-lhe uma aparência e personalidade semelhantes às de Zu. Sob a influência de seu pai, Shang-Chi foi capaz de derrotar facilmente Xin e seus Qilin Riders, usando os Dez Anéis para destruir sua máscara de taotie. Antes que um Shang-Chi corrompido pudesse executar Xin, ele foi repreendido por Jiang Li e seus irmãos. Shang-Chi é trazido de volta a seus sentidos e poupa Xin, levando o espírito de Zu a chama-lo de covarde antes de desaparecer.

## Poderes e Habilidades
- Gênio em todos os campos do conhecimento.
- Médico especialista e cirurgião, onde ele tem cultivado várias doenças e vírus para usar contra seus aliados.
- Mestre do disfarce com habilidades metamorficas e pode passar por qualquer membro da raça humana, enquanto fala em suas línguas sem qualquer sotaque discernível
- É um mestre de combate desarmado.
- Consegue hipnotizar as pessoas com os olhos até ao ponto em que poucos homens podiam olhar para os seus olhos sem cair sob o seu controlo.
- um mestre nas artes místicas e descobriu os meios para a imortalidade.

## Outras Versões

### Secret Wars(2015)
Em Secret Wars, Zheng Zu é o imperador de K'un-Lun, uma região inspirada na wuxia do Battleworld. Nesta continuidade, sua semelhança e habilidades são baseadas no  Mestre dos Dez Anéis, ele é conhecido como o Mestre dos Dez Anéis, uma escola de artes marciais que usa poderes místicos e técnicas baseadas nos poderes dos dez anéis do Mandarim da continuidade principal. Ele também é o pai de Shang-Chi, que é procurado pelo assassinato de Lord Tuan, o mestre da escola Punho de Ferro, o principal rival da escola Dez Anéis. Mais tarde é revelado que Zu enviou sua assassino, Red Sai da escola da Mão Vermelha, para assassinar Tuan, mas ela falhou. Para poupar sua amante e seus alunos da ira do Imperador, Shang-Chi matou Tuan; Zu implicou e exilou seu filho pelo assassinato para encobrir seu próprio envolvimento. Representando a escola dos Dez Anéis, o Imperador Zu organiza um torneio realizado a cada 13 anos para decidir quem deve ser o próximo governante de K'un-Lun, uma posição que ele conquistou por 100 anos. Quando Shang-Chi retorna de seu exílio para representar sua própria escola, a Casta Mais Baixa, Zu permite que ele participe, mas altera as regras para que Shang-Chi tenha que derrotar todos os representantes antes de enfrentá-lo nas Treze Câmaras. Durante a luta, Zu tenta matar seu filho com a técnica Spectral Touch, apenas para o movimento passar por ele, devido a Shang-Chi ter aprendido a se tornar intangível. Shang-Chi passa a usar nove das 10 técnicas contra seu pai e acaba derrotando-o com o Gorgon's Eye, que o transforma em pedra. Com a derrota de Zu, Shang-Chi se torna o novo imperador de K'un-Lun.

## Outras mídias

### RPG de mesa
Fu Manchu aparece nas aventuras Night Moves e Night Live para o RPG Marvel Super Heroes.
Zheng Zu é mencionado na ficha de Shang-Chi no RPG Marvel Multiverse Role-Playing Game.

### Filme
No filme live-action do Universo Cinematográfico Marvel: Fase Quatro, Shang-Chi e a Lenda dos Dez Anéis, Tony Leung Chiu-wai interpreta Wenwu. Wenwu é um personagem composto parcialmente inspirado em Fu Manchu e no Mandarim. O personagem foi mencionado anteriormente na trilogia Homem de Ferro e no curta All Hail the King.

### Jogo de tabuleiro
Na expansão Secret Wars Volume 2 para Legendary: A Marvel Deck Building Game, há um mastermind chamado "Imperador Imortal Zheng-Zhu".